# Барнаков, Николай Васильевич
Барнаков, Николай Васильевич – ректор Бурятской государственной сельскохозяйственной академии (1958-1962), кандидат сельскохозяйственных наук, "Заслуженный агроном Бурятской АССР", "Заслуженный деятель науки Бурятской АССР".

## Биография
Николай Васильевич Барнаков родился 18 декабря 1915 г. в улусе Кукунут Эхирит-Булагатского района Иркутской области. Его отец был учителем, мать занималась крестьянским хозяйством.
В своем улусе Николай Васильевич окончил три класса начальной школы, в четвёртый класс проходил в Иркутске, а с 5-го по 7-й посещал Усть-Ордынскую девятилетнюю школу.
В 1931 году Барнаков поступил в Аларский техникум кормодобывания, сразу на 2-й курс.
В 1932 г. Николай Васильевич устроился участковым агрономом в село Ользоны.
Весной 1933 г. Барнаков перешел работать на Баяндаевский сортоучасток ВИРа (Всесоюзного института растениеводства),
В 1934-1939 гг. Николай Васильевич обучался в Иркутском сельскохозяйственном институте. После обучения остался ассистентом на кафедре растениеводства.
В 1939 году заболел туберкулезом, после лечения доктора рекомендовали Николаю Васильевичу переехать в сельскую местность. Барнаков выбрал Тулунскую селекционную станцию.
В феврале 1943 г. Барнаков переехал в Баяндаевский район на областную опытную станцию и начал работать заместителем директора по науке, а в мае 1945 г. стал директором станции. Под его руководством в 1949 году станция заняла 2-е место во Всесоюзном соревновании.
В декабре 1950 г. Н. В. Барнаков поступил в очную аспирантуру Омского СХИ, с условием проведения экспериментальной работы в вегетационный период в Баяндае. После окончания успешно защитил диссертацию с присвоением квалификации кандидата сельскохозяйственных наук.
В 1954 году Барнаков был назначен заведующим кафедрой растениеводства в Бурят-Монгольском зооветинституте (которую сам и создал).
В октябре 1954 г. Н. В. Барнаков был назначен первым деканом агрофака.
27 января 1958 г. Николай Васильевич был назначен директором Бурят-Монгольского зооветинститута и проработал в  этой должности до июля 1962 г.
С 30 июля 1962 г. был назначен проректором по науке Бурятского сельскохозяйственного института.
В марте 1964 г. Николай Васильевич переходит на кафедру растениеводства, где более 20 лет проработает заведующим кафедрой.
В мае 1985 г. Н. В. Барнакову было присвоено ученое звание профессора. До 1996 года он продолжал обучать студентов, читая лекции и ведя практические занятия по селекции, семеноводству и растениеводству.
В 2009 году Н. В. Барнаков скончался.
Под руководством Николая Васильевича было защищено девять кандидатских диссертаций по научной теме "Вопросы теории и практики семеноведения и семеноводства в условиях Забайкалья".

## Награды
- Орден «Знак Почета»
- Медаль «За трудовую доблесть»
- Медаль «За доблестный труд»
- Медаль «В ознаменование 100-летия со дня рождения В. И. Ленина»
- Медаль ВДНХ
- Значок «Отличник сельского хозяйства СССР»